# 山地玫瑰
山地玫瑰（学名: Aeonium aureum）又名黄金山地玫瑰，是景天科莲花掌属的一种，原产于加纳利群岛（特内里费岛、大加那利岛、耶罗岛、戈梅拉岛和拉帕尔马岛） 。
叶肉质，呈莲座状紧密排列在极短的茎上，叶表面有蜡粉呈淡灰绿色。夏季干旱期休眠，莲座外层的叶片枯萎，内层叶片多向内裹紧并转为偏直立的姿态，形似市售商品“玫瑰”（观赏月季）的花。
开花时从植株中央抽薹，花序上有形略似叶片的苞片，花明黄色，花冠各轮（萼片、花瓣、雄蕊、雌蕊）的枚属都极高，每多每轮各多达32枚，但数量上波动也较大，从28枚到35枚的情况都可能发生。花后植株通常死亡。

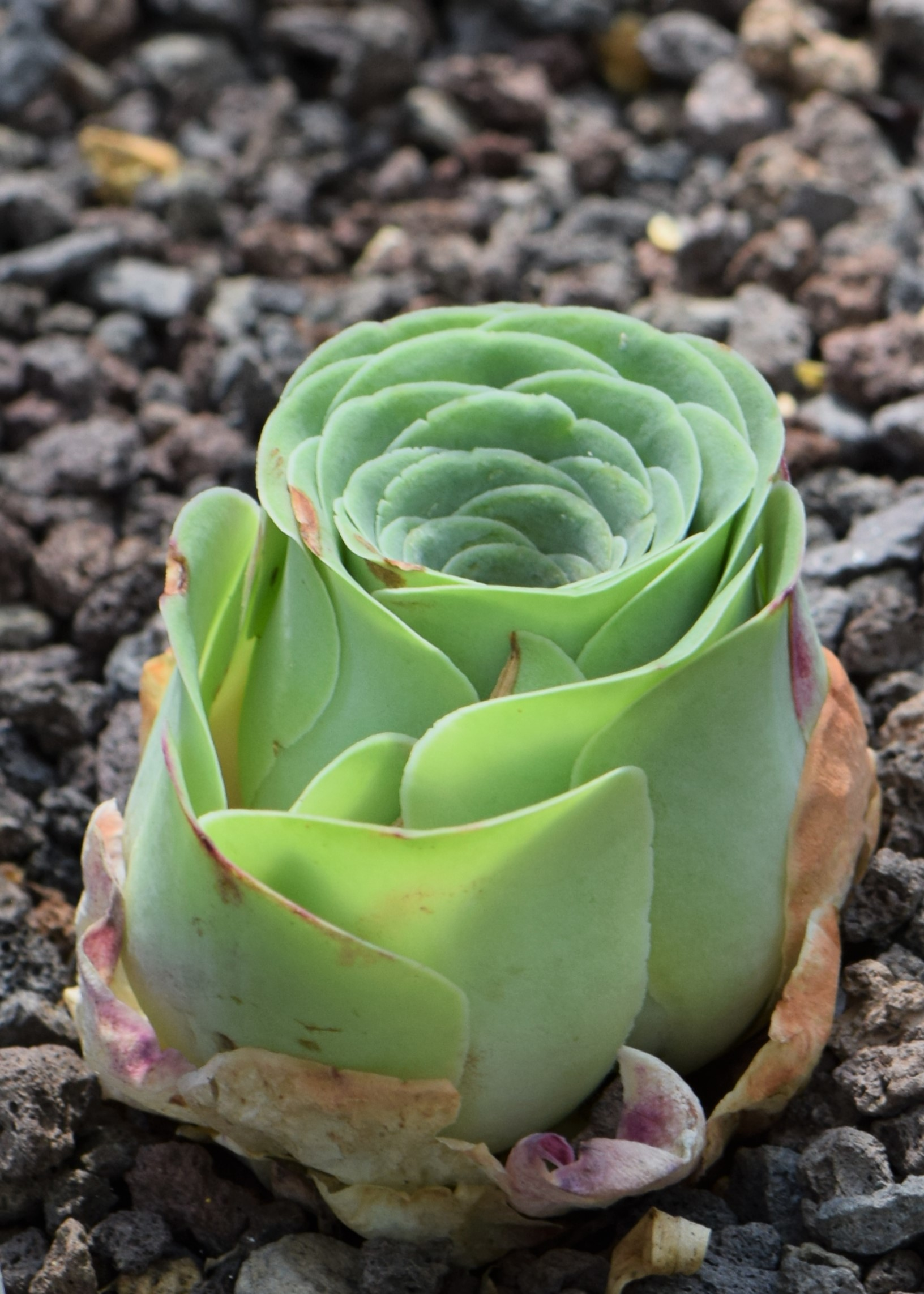
休眠期叶莲座收紧的山地玫瑰
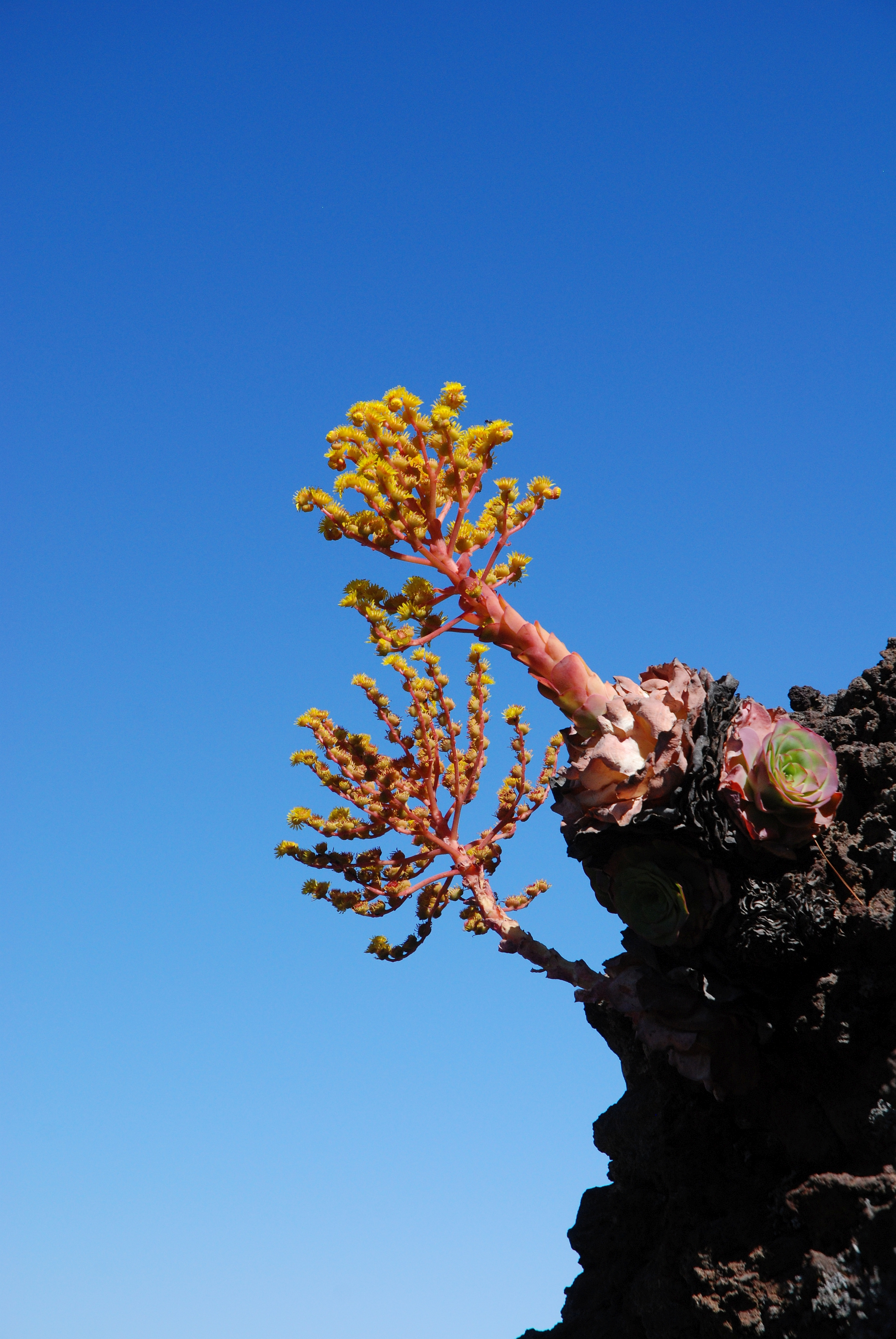
开花后期的山地玫瑰
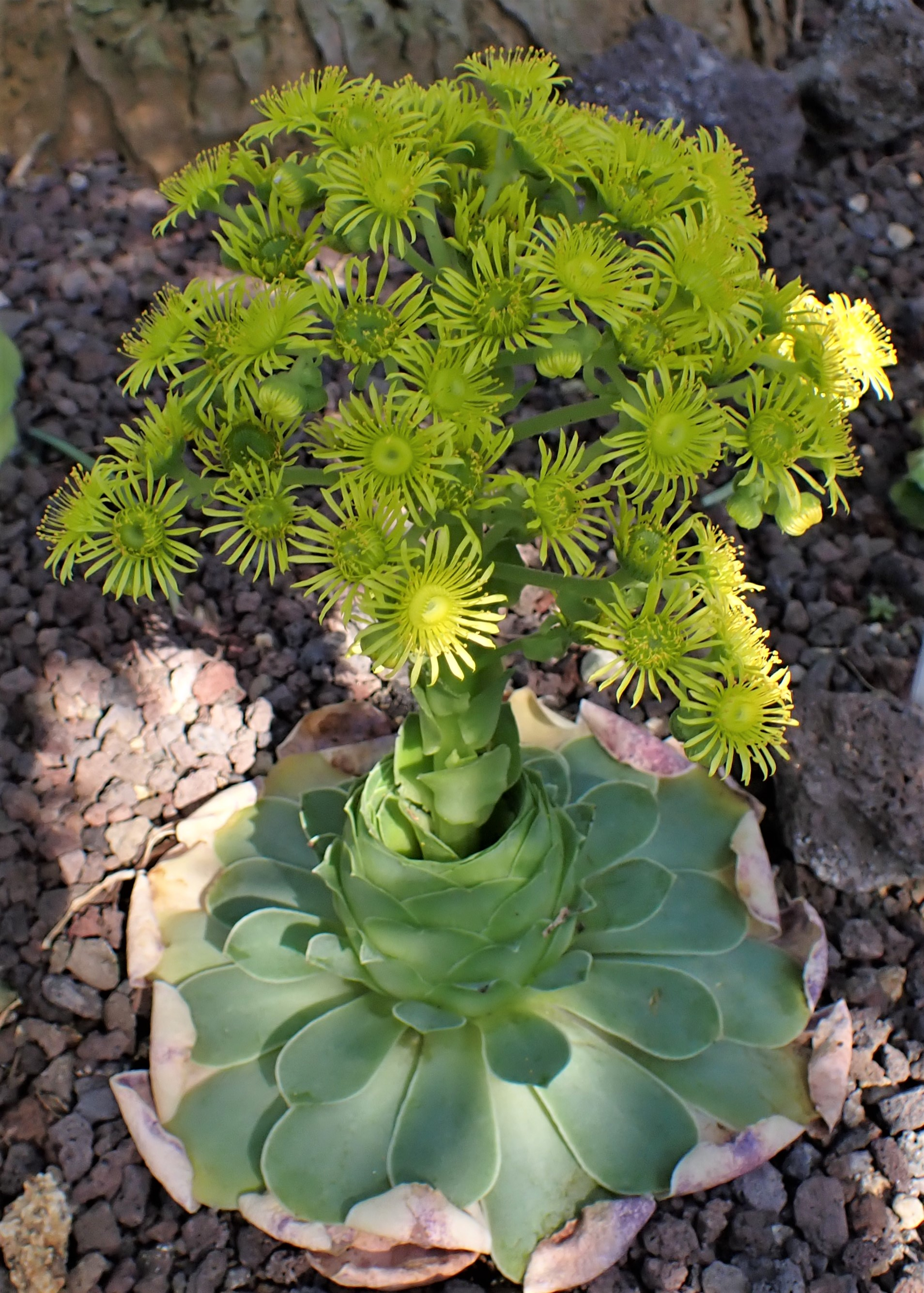
山地玫瑰的花序
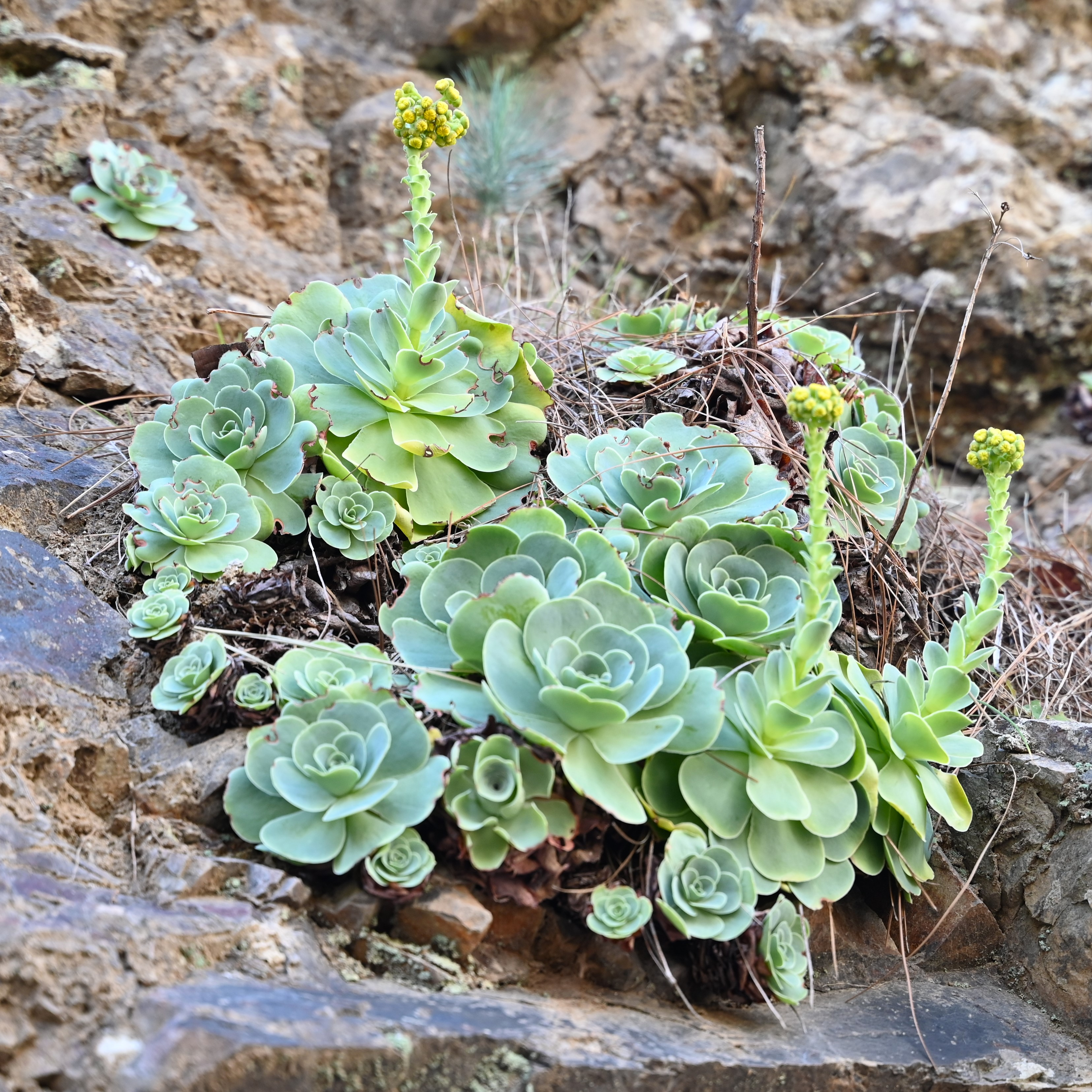
抽薹的山地玫瑰